# 白河刺鱥
白河刺鱥（学名：Lepidomeda albivallis）为輻鰭魚綱鯉形目雅羅魚科的其中一種，被IUCN列為極危保育類動物，分布於北美洲美國內華達州白河流域，主要特徵為側線鱗79-92枚，整個鰓蓋有黑色斑點，較大的咽弓，橙紅色基部橄欖色到粉紅色棕色背鰭和尾鰭，紅橙色臀鰭和腹鰭（大型雄性的顏色最亮），體長可達15公分，棲息在沙石底質的溪流。